# Алунишу (Дамбовица)
Алунишу (рум. Alunișu) насеље је у Румунији у округу Дамбовица у општини Корнацелу. Oпштина се налази на надморској висини од 151 m.

## Становништво
Према подацима из 2002. године у насељу је живело 231 становника.

### Попис2002.
| Расподела становништва по националности 2002.‍ | Расподела становништва по националности 2002.‍ | Расподела становништва по националности 2002.‍ | Расподела становништва по националности 2002.‍ | Расподела становништва по националности 2002.‍ |
| --------------------------------------------- | --------------------------------------------- | --------------------------------------------- | --------------------------------------------- | --------------------------------------------- |
|                                               |                                               |                                               |                                               |                                               |
| Румуни                                        | Румуни                                        |                                               | 105                                           | 45,5%                                         |
| Роми                                          | Роми                                          |                                               | 126                                           | 54,5%                                         |